# Арнольд Ліз
Арнольд Спенсер Ліз (англ. Arnold Spencer Leese; 16 листопада 1878, Ланкашир, Велика Британія — 18 січня 1956, Лондон, Велика Британія) — британський фашистський політичний діяч, ветеринар і засновник Імперської фашистської ліги. 

## Біографія

### Ранні роки
Арнольд Спенсер Ліз народився 16 листопада 1878 року у Літхем-Сент-Еннс, Ланкашир. Генерал Олівер Ліз був йому троюрідним братом. Іншим більш далеким родичем був Річард Остлер, промисловий реформатор Торі, відомий як "король фабрик". Арнольд був передостаннім з восьми дітей, що вижили, п'яти дівчаток і трьох хлопчиків, Спенсера Ліза і Мері Еллен Хадсон. Його батько був професійним художником, який помер незадовго до того, як Ліз розпочав свій останній семестр у школі. Освіта Арнольда почалася в школі для маленьких дітей, продовжилася в денній школі для хлопчиків і завершилася в школі Гігглсвік у Сеттлі, Йоркшир. Арнольд Ліз не любив школу і не досяг особливих успіхів в навчанні. У 15 років він вступив на роботу до дипломованого бухгалтера і провів, за його словами, "три досить жалюгідні роки в місті", працюючи в компанії Messrs Craggs, Turketine & Co. Там він оселився у сім'ї в Гемпстеді. Їхня молодша дочка, Мей Уініфред Кінг, яка була молодша за Арнольда на шість років, була ще дитиною, коли Ліз переїхав до них, але згодом стала його дружиною.

### Ветеринарська діяльність
У 18 років Ліз вступив студентом до Королівського ветеринарного коледжу в Кемден-Тауні. Будучи все життя любителем тварин, тут, нарешті, він досяг успіху. Чотирирічний курс йому сподобався, і він проводив канікули, займаючись ветеринарною практикою, спочатку як учень, потім як "удосконалювач" і, нарешті, як помічник. Згодом, працюючи на місці ветеринара в гавані Сіхема, він щодня спускався в кар'єри Сіхем і Сілксворт, щоб доглядати за 400 піт-поні (коні, які використовувалися в шахтах). Уклавши в дитинстві парі зі своєю сестрою Норою про те, що він не питиме і куритиме до повноліття, він виконав цю обіцянку, утримуючись від алкоголю і тютюну до кінця свого життя.
Закінчивши влітку 1903 року Королівський коледж ветеринарних хірургів, Ліз влаштувався помічником на ветеринарну практику північ від Лондона (Messrs Batt & Sons of Oxford Street). Через рік він отримав вигіднішу посаду в Іст-Енді, де керував практикою в маєтку померлого ветеринара. У цей період він працював здебільшого з кіньми. Після цього Арнольд пройшов двомісячний курс аспірантури, а згодом отримав посаду в Індійській цивільній ветеринарній службі.
Протягом 6 років Ліз працював у Північно-Західній Індії, і саме в цей час він почав лікувати верблюдів. У 1909 році в журналі «Journal of Tropical Veterinary Science» з'явилася перша з багатьох його статей про хвороби верблюдів. Незабаром він став визнаним авторитетом у галузі лікування верблюдів. На його честь навіть названо верблюжого паразита Thelazia leesei. Залишивши Індію в лютому 1912 року, Ліз відплив назад до Англії, де провів 2 місяці, за цей час він відвідав сім'ю Кінгів, і вони з Мей Уініфред оголосили про свої заручини. Згодом Арнольд вступив на роботу до ветеринарного департаменту уряду Східної Африки як офіцера з верблюдів у Марсабіті, на території, яка пізніше стала Кенією. В Африці життя було суворим. Ліз жив тим, що сам стріляв, обробляв і готував собі їжу, переважно птахів та дрібних оленів. Йому не дуже сподобалися 18 місяців, проведених там, і його здоров'я підірвалося.

### Перша світова війна
На початку Першої світової війни Арнольд Ліз отримав звання капітана у ветеринарному корпусі Східної Африки, де знову працював з верблюдами, і прослужив 2 виснажливі місяці в Серенгеті, після чого повернувся до Англії. Тут він поступив до Королівського армійського ветеринарного корпусу, отримав звання капітана після 9 місяців служби і був направлений на службу до Франції. Роком пізніше, під час своєї першої відпустки, він та Мей Уініфред одружилися. Разом вони були недовго: він повернувся до Франції, щоб працювати у ветеринарному шпиталі в Аббевілі. Після деякого часу роботи його перевели до Сомалі з дорученням купити стадо верблюдів і відправити їх до Єгипту, що він і зробив, підхопивши на шляху малярію. Після короткої відпустки в Англії Ліз повернувся на фронт до Франції, де служив до кінця війни.

### Міжвоєнний період
До 1919 Арнольд Ліз займався приватною ветеринарною практикою в Стемфорді. У вільний час він писав і зрештою в 1928 році самостійно опублікував книгу з догляду за верблюдами під назвою «Одногорбий верблюд у здоров'ї та хворобі», яка стала стандартним підручником з цього предмету на наступні 50 років, особливо популярним в Індії та Сомалі. У тому ж році, після 9 років роботи без відпустки, він вийшов на пенсію, і вони з Мей Уїніфред переїхали до Гілфорда в Сурреї, де він прожив до кінця своїх днів. На той час, однак, у Арнольда відбулося політичне пробудження.
Його політичні погляди, зумовлені традиційним расизмом епохи, а його випадку — службою в Індії, були "невизначено консервативними" і "сильно індивідуалістичними". Ліз ненавидів соціалізм у будь-якій формі, розглядаючи піднесення Лейбористської партії як особливу образу. Арнольд Ліз був захоплений приходом Муссоліні до влади в Італії в 1922 році, стверджуючи, що таким чином Італія врятувалася від "хаосу", в який її вкинув "лібералізм".
Після заснування партії «Британських фашистів» Арнольд став одним з перших її членів в березні 1924 року. Арнольд Ліз заснував у Стемфорді відділення партії Британських фашистів, до якого увійшли 80 членів. Ця організація була для нього недшстатньо динамічною, і він залишив її в 1926 році, створивши незалежну організацію під назвою Фашистська ліга. У тому ж році він вперше зіткнувся з антисемітизмом, коли Артур Кітсон, фінансовий реформатор, познайомив його з Генрі Гамільтоном Бімішем. Біміш був засновником «Британців», однією з найперших расистських груп у Великій Британії, а також розповсюджувачем антисемітизму в усьому світі. Біміш передав Арнольду Лізу екземпляр «Протоколів старійшин Сіону», і той прийняв на віру послання про єврейську підривну діяльність, що міститься в книзі.
У зв'язку з цим Ліз відійшов від практики і в 1928 переїхав в Гілфорд, що дозволило йому організувати групу, яка базувалася в Лондоні. Сталося це в середині 1928 року, і результатом стало заснування Імперської фашистської ліги (ІФЛ), яка мала стати головним висловом його політичних амбіцій аж до Другої світової війни. З кінця 1929 ІФЛ видавала щомісячну газету «Фашист», в якій Ліз коментував поточні події зі своєї точки зору і розвивав свої антисемітські теорії до їх логічної крайності. На ранньому етапі свого існування ІФЛ, досягала розумного прогресу і набирала членів зі стійкою швидкістю для периферійної партії. Однак перехід сера Освальда Мослі у фашизм і створення їм у 1932 році Британського союзу фашистів (БСФ) відвернули багатьох потенційних членів від ІФЛ, як регулярно зазначав Ліз.
Перехід сера Освальда Мослі у фашизм у 1932 році викликав неоднозначну реакцію з боку перших британських фашистів, яка була в кращому разі неоднозначною, а в найгіршому — відверто ворожою. Ліз засудив протофашистську Нову партію Мослі яка знаходиться під "непрямим єврейським контролем" з 1929 року. Не заспокоївшись, Мослі спробував включити ІФЛ у сферу власного впливу, очоливши зустріч у штаб-квартирі Нової партії 27 квітня 1932 року, де Ліз і Біміш виступили з доповідями на тему "Сліпота британської політики під владою єврейських грошей". Переговори зірвалися невдовзі після цієї зустрічі: Мослі вирішив, що зв'язуватися з затятими ненависниками євреїв Бімішем, Лізом та кількома десятками їхніх однодумців надто ризиковано. Їхні погляди могли коштувати БСФ надії на масову привабливість та гідну підтримку. Справді, БСФ у цей час почав активно заперечувати, що він був антиєврейським. Ліз, відчуваючи відразу до готовності Мослі йти на компроміс, ніколи не пробачив його і згодом використовував будь-яку нагоду, щоб висміяти його як удаваного ненависника євреїв та "кошерного фашиста". Між прихильниками ІФЛ та БСФ сталося багато жорстоких зіткнень.
Порівняно з БСФ ІФЛ була дуже нечисленною. Основними видами діяльності ІФЛ були випуск газети та тихі партійні збори. Реклама поза "Фашистом" була відносно рідкісною, а інциденти, які її викликали, як правило, були дуже дрібними. Наприклад, у 1934 році прапор ІФЛ був піднятий над Каунті-холом у Вестмінстері на знак протесту проти його нібито єврейської політики. Відносини між БСФ та ІЛФ були дуже напруженими. З самого початку Ліз ставився до Мослі з великою підозрою, вважаючи його політичним авантюристом, як він оцінював Мослі, коли в 1931 році була заснована Нова партія, а про вплив Мослі на фашизм у Великій Британії Ліз заявив: "Поява Мослі стала катастрофою для розвитку фашизму у Великій Британії".
Зі свого боку, Мослі намагався не звертати уваги на ІФЛ та Ліза. Проте Ліз одного разу дуже розізлив Мослі, коли заявив, що його перша дружина, леді Синтії Керзон, мала єврейського діда. Це питання розгорілося між двома групами, і в кінці листопада 1933 БСФ організував напад на збори ІФЛ, в ході якого Ліз був фізично побитий. Після цього БСФ загалом ігнорував ІФЛ, хоч і визнавав, що вона може становити небезпеку як група, до якої можуть бути залучені більш екстремістські елементи БСФ через її радикальнішу політику. Проте загалом ІФЛ поступалася своїми позиціями БСФ, оскільки остання надавала більшого політичного впливу. Враховуючи втрату потенційних прихильників Мослі та БСФ, ІФЛ все ж таки домоглася сталого прогресу на початку 1930-х років. Однак в цей період відбулася подвійна перерва. Наприкінці літа 1936 року Ліз разом з друкарем газети «Фашист» Уолтером Уайтхедом був притягнутий до суду за звинуваченням у підбурюванні до наклепу та громадського підбурювання у зв'язку зі статтею в червневому номері газети за 1936 рік, в якій євреїв звинувачують в ритуальних вбивствах. Ліз був визнаний винним за звинуваченням у підбурюванні та відправлений до в'язниці на 6 місяців. Як основний діяч ІФЛ, це, безсумнівно, мало серйозний вплив на організацію та управління рухом, і ІФЛ пережив деякий спад. Поки Ліз відбував покарання, уряд ухвалив Закон про громадський порядок, який набрав чинності у січні 1937 року і заборонив уніформу та наклав обмеження на марші та публічні виступи. Загалом ефект від цих двох інцидентів значно відкинув ІФЛ назад.

### Друга світова війна
У період перед війною ІФЛ проводила антивоєнну кампанію, заявляючи, що виступати проти Німеччини, яка справді вирішувала єврейську проблему, було помилково. У якийсь момент виникла загроза прямих дій проти тих, хто підтримував війну, хоча, зважаючи на все, нічого так і не було здійснено. Але ця енергійна лінія, можливо, й справді залучила підтримку, тож ІФЛ, ймовірно, була у найсильнішому стані на початку війни. Початок війни у 1939 році, незважаючи на погрози, не призвів до будь-яких узгоджених дій. Справді, єдиний помітний інцидент було здійснено самим Лізом. У травні 1940 року було введено в дію Положення про оборону 18B, що призвело до арешту всіх провідних фашистів, багато з яких мали бути інтерновані на час війни. Ліз, схоже, передбачав таку можливість і підготувався відповідним чином. Йому вдалося вислизнути від поліції, посланої заарештувати його, і ховатися до листопада 1940 року, коли, натрапивши на поліцейських, які обшукували його власний будинок, він не зміг протистояти бажанню напасти на них і був остаточно заарештований. Після трьох з половиною років, проведених у в'язниці Брікстон, його було звільнено за станом здоров'я. Відразу ж він зайнявся реорганізацією своєї антиєврейської діяльності, і щойно закінчилася війна, він зміг розпочати періодичну публікацію антисемітського журналу Gothic Ripples. Цей журнал залишався його основним видом діяльності протягом усього повоєнного періоду. Через свій вік він вважав себе нездатним заснувати і очолити власний рух, і натомість коментував зусилля інших. Він також надавав допомогу тим, кого вважав особливо гідними, і перебрав низку організацій та окремих людей, перш ніж дійшов висновку, що Британці, як і раніше, є найдостойнішою з різних груп.

### Післявоєнний період
Післявоєнний період також був відзначений ще одним ув'язненням у 1947 році. Це сталося через спробу допомогти двом голландським військовополоненим німцям втекти до Аргентини. За участь у цьому епізоді Ліз був засуджений до одного року тюремного ув'язнення, і цей останній випадок, ймовірно, поклав край будь-яким амбіціям, які він міг мати, щоб організувати свою власну групу. Майже відмовившись від прямої участі, він обмежив свою діяльність літературним рівнем. Він помер у 1956 році, і його роботу взяли на себе члени Британців, які випустили кілька видань «Gothic Ripples» у звичному форматі та стилі. Арнольд Спенсер Ліз помер 18 січня 1956 року у віці 77 років. Було засновано Меморіальний фонд Ліза, який до кінця грудня 1956 досяг трохи менше 84 фунтів стерлінгів.